# Patty Schnyder
Patty Schnyder (Basilea, Suiza, 14 de diciembre de 1978) es  una ex  jugadora de tenis profesional suiza. Residente en Baech (Cantón de Schwyz), mide 1,68 metros, pesa 56,6 kilos, es zurda y entró a la WTA en 1994. Empleaba ropa Adidas a la hora de jugar y su raqueta era una Head Microgel Radical MP. Su mejor resultado en torneos de Grand Slam fue semifinales en el Abierto de Australia de 2004 y ha ganado el Tier I de Zúrich en 2002. Se retiró en 2011, pero en 2015 decidió volver al tenis profesional hasta su retiro oficialmente el noviembre de 2018.
Tres años después de volver a las pistas, la jugadora suiza ha roto un récord de longevidad siendo la jugadora más veterana en lograr llegar al cuadro final de un Grand Slam, US Open, con 39 años y 269 días.

## Títulos WTA (16; 11+5)

### Individual (11)
| Leyenda: Antes de 2009 | Leyenda: A partir de 2009 |
| ---------------------- | ------------------------- |
| Grand Slam (0)         |                           |
| WTA Championships (0)  |                           |
| Tier I (1)             | Premier Mandatory (0)     |
| Tier II (1)            | Premier 5 (0)             |
| Tier III (5)           | Premier (0)               |
| Tier IV & V (4)        | International (0)         |

| N.º | Fecha                    | Torneo          | Superficie    | Oponente en la final | Resultado   |
| --- | ------------------------ | --------------- | ------------- | -------------------- | ----------- |
| 1.  | 12 de enero de 1998      | Hobart          | Dura          | Dominique Van Roost  | 6-3 6-2     |
| 2.  | 16 de febrero de 1998    | Hannover        | Moqueta       | Jana Novotná         | 6-0 2-6 7-5 |
| 3.  | 18 de mayo de 1998       | Madrid          | Tierra batida | Dominique Van Roost  | 3-6 6-4 6-0 |
| 4.  | 6 de julio de 1998       | Maria Lankowitz | Tierra batida | Gala León            | 6-2 4-6 6-3 |
| 5.  | 13 de julio de 1998      | Palermo         | Tierra batida | Barbara Schett       | 6-1 5-7 6-2 |
| 6.  | 4 de enero de 1999       | Gold Coast      | Dura          | Mary Pierce          | 4-6 7-6 6-2 |
| 7.  | 5 de noviembre de 2001   | Pattaya City    | Dura          | Henrieta Nagyova     | 6-0 6-4     |
| 8.  | 14 de octubre de 2002    | Zúrich          | Dura          | Lindsay Davenport    | 6-7 7-6 6-3 |
| 9.  | 3 de enero de 2005       | Gold Coast      | Dura          | Samantha Stosur      | 1-6 6-3 7-5 |
| 10. | 18 de julio de 2005      | Cincinnati      | Dura          | Akiko Morigami       | 6-4 6-0     |
| 11. | 14 de septiembre de 2008 | Bali            | Dura          | Tamira Paszek        | 6-3 6-0     |

#### Finalista (15)
| N.º | Fecha                    | Torneo         | Superficie    | Oponentes          | Resultado     |
| --- | ------------------------ | -------------- | ------------- | ------------------ | ------------- |
| 1.  | 15 de septiembre de 1996 | Karlovy Vary   | Tierra batida | Ruxandra Dragomir  | 2–6, 6–3, 4–6 |
| 2.  | 28 de septiembre de 1998 | Grand Slam Cup | Dura (i)      | Venus Williams     | 2–6, 6–3, 2–6 |
| 3.  | 16 de julio de 2000      | Klagenfurt     | Tierra batida | Barbara Schett     | 7–5, 4–6, 4–6 |
| 4.  | 12 de julio de 2001      | Viena          | Tierra batida | Iroda Tulyaganova  | 3–6, 2–6      |
| 5.  | 21 de abril de 2002      | Charleston     | Tierra batida | Iva Majoli         | 6–7(5), 4–6   |
| 6.  | 15 de mayo de 2005       | Roma           | Tierra batida | Amélie Mauresmo    | 6–2, 3–6, 4–6 |
| 7.  | 23 de octubre de 2005    | Zúrich         | Carpet (i)    | Lindsay Davenport  | 6–7(5), 3–6   |
| 8.  | 30 de octubre de 2005    | Linz           | Dura (i)      | Nadia Petrova      | 6–4, 3–6, 1–6 |
| 9.  | 16 de abril de 2006      | Charleston     | Tierra batida | Nadia Petrova      | 3–6, 6–4, 1–6 |
| 10. | 30 de julio de 2006      | Stanford       | Dura          | Kim Clijsters      | 4–6, 2–6      |
| 11. | 5 de agosto de 2007      | San Diego      | Dura          | María Sharápova    | 2–6, 6–3, 0–6 |
| 12. | 28 de octubre de 2007    | Linz           | Dura (i)      | Daniela Hantuchová | 4–6, 2–6      |
| 13. | 9 de marzo de 2008       | Bangalore      | Dura          | Serena Williams    | 5–7, 3–6      |
| 14. | 12 de julio de 2009      | Budapest       | Tierra batida | Ágnes Szávay       | 6–2, 4–6, 2–6 |
| 15. | 11 de julio de 2010      | Budapest       | Tierra batida | Ágnes Szávay       | 2–6, 4–6      |
| 16. | 17 de octubre de 2010    | Linz           | Dura (i)      | Ana Ivanović       | 1–6, 2–6      |

### Clasificación en torneos Grand Slam
| Torneo                 | 1996 | 1997 | 1998 | 1999 | 2000 | 2001 | 2002 | 2003 | 2004 | 2005 | 2006 | 2007 | 2008 | 2009 | 2010 | 2011 | 2015 | 2016 | 2017 | G-P   | Títulos |
| ---------------------- | ---- | ---- | ---- | ---- | ---- | ---- | ---- | ---- | ---- | ---- | ---- | ---- | ---- | ---- | ---- | ---- | ---- | ---- | ---- | ----- | ------- |
| Australian Open        | A    | 4R   | 4R   | 2R   | 4R   | 1R   | 1R   | 4R   | SF   | CF   | CF   | 4R   | 2R   | 2R   | A    | 1R   | A    | A    | A    | 31–14 | 0       |
| Roland Garros          | 1R   | 3R   | CF   | 3R   | 1R   | 2R   | 4R   | 4R   | 2R   | 4R   | 4R   | 4R   | CF   | 1R   | 1R   | 1R   | A    | A    | A    | 29–16 | 0       |
| Wimbledon              | 1R   | 1R   | 2R   | 1R   | 2R   | 3R   | 2R   | 1R   | 2R   | 1R   | 2R   | 4R   | 1R   | 1R   | A    | A    | A    | A    | A    | 10–15 | 0       |
| US Open                | A    | 3R   | CF   | 3R   | 2R   | 2R   | 3R   | 2R   | 4R   | 4R   | 4R   | 3R   | CF   | 2R   | A    | A    | A    | A    | A    | 32–14 | 0       |
| WTA Tour Championships | A    | A    | 1R   | A    | A    | A    | 1R   | A    | A    | RR   | A    | A    | A    | A    | A    | A    | A    | A    | A    | 1–4   | 0       |

### Dobles (5)
| Leyenda               |
| Grand Slam (0)        |
| WTA Championships (0) |
| Tier I Event (0)      |
| WTA Tour (5)          |

| N.º | Fecha                 | Torneo    | Superficie    | Pareja              | Oponentes en la final                  | Resultado      |
| --- | --------------------- | --------- | ------------- | ------------------- | -------------------------------------- | -------------- |
| 1.  | 3 de mayo de 1998     | Hamburgo  | Tierra batida | Barbara Schett      | Martina Hingis Jana Novotná            | 7-6 3-6 6-3    |
| 2.  | 17 de febrero de 2002 | Antwerp   | Moqueta       | Magdalena Maleeva   | Nathalie Dechy Meilen Tu               | 6-3 6-7(3) 6-3 |
| 3.  | 9 de febrero de 2003  | París     | Moqueta       | Barbara Schett      | Marion Bartoli Stephanie Cohen         | 2-6 6-2 7-6    |
| 4.  | 15 de febrero de 2004 | París     | Moqueta       | Bárbara Schett      | Silvia Farina Elia Francesca Schiavone | 6-3 6-2        |
| 5.  | 5 de octubre de 2008  | Stuttgart | Moqueta       | Anna-Lena Grönefeld | Kveta Peschke Rennae Stubbs            | 6-2 6-4        |

#### Finalista (11)
- 1998: Amelia Island (junto a Barbara Schett pierden ante Sandra Cacic y Mary Pierce).
- 1998: Palermo (junto a Barbara Schett pierden ante Martina Hingis y Jana Novotná).
- 1999: Hilton Head (junto a Barbara Schett pierden ante Elena Likhovtseva y Jana Novotná).
- 2000: Klagenfurt (junto a Barbara Schett pierden ante Laura Montalvo y Paola Suárez).
- 2001: Luxemburgo (junto a Bianka Lamade pierden ante Elena Bovina y Daniela Hantuchová).
- 2003: Bol (junto a Emmanuelle Gagliardi pierden ante Petra Mandula y Patricia Wartusch).
- 2004: Linz (junto a Nathalie Dechy pierden ante Janette Husárová y Yelena Líjovtseva).
- 2005: Amelia Island (junto a Kveta Peschke pierden ante Bryanne Stewart y Samantha Stosur).
- 2008: Zúrich (junto a Anna-Lena Groenefeld pierden ante Cara Black y Liezel Huber).
- 2009: Charleston (junto a Liga Dekmeijere pierden ante Bethanie Mattek y Nadia Petrova).
- 2009: Estambul (junto a Julia Görges pierden ante Lucie Hradecka y Renata Voracova).